# Benny Golson
Benny Golson, född 25 januari 1929 i Philadelphia, Pennsylvania, död 21 september 2024 i New York, var en amerikansk kompositör, musikarrangör och musiker (tenorsaxofon).
Golson studerade vid Howard University. Efter studierna var han medlem i ett flertal jazzorkestrar innan han bildade en egen jazzkvartett 1959.
Benny Golson träder också fram i filmen The Terminal där han spelar sig själv.

## Filmmusik i urval
- 1996 - Cosby
- 1972 - M*A*S*H
- 1967 - Ironside
- 1966 - Mission: Impossible